# A Rianxeira

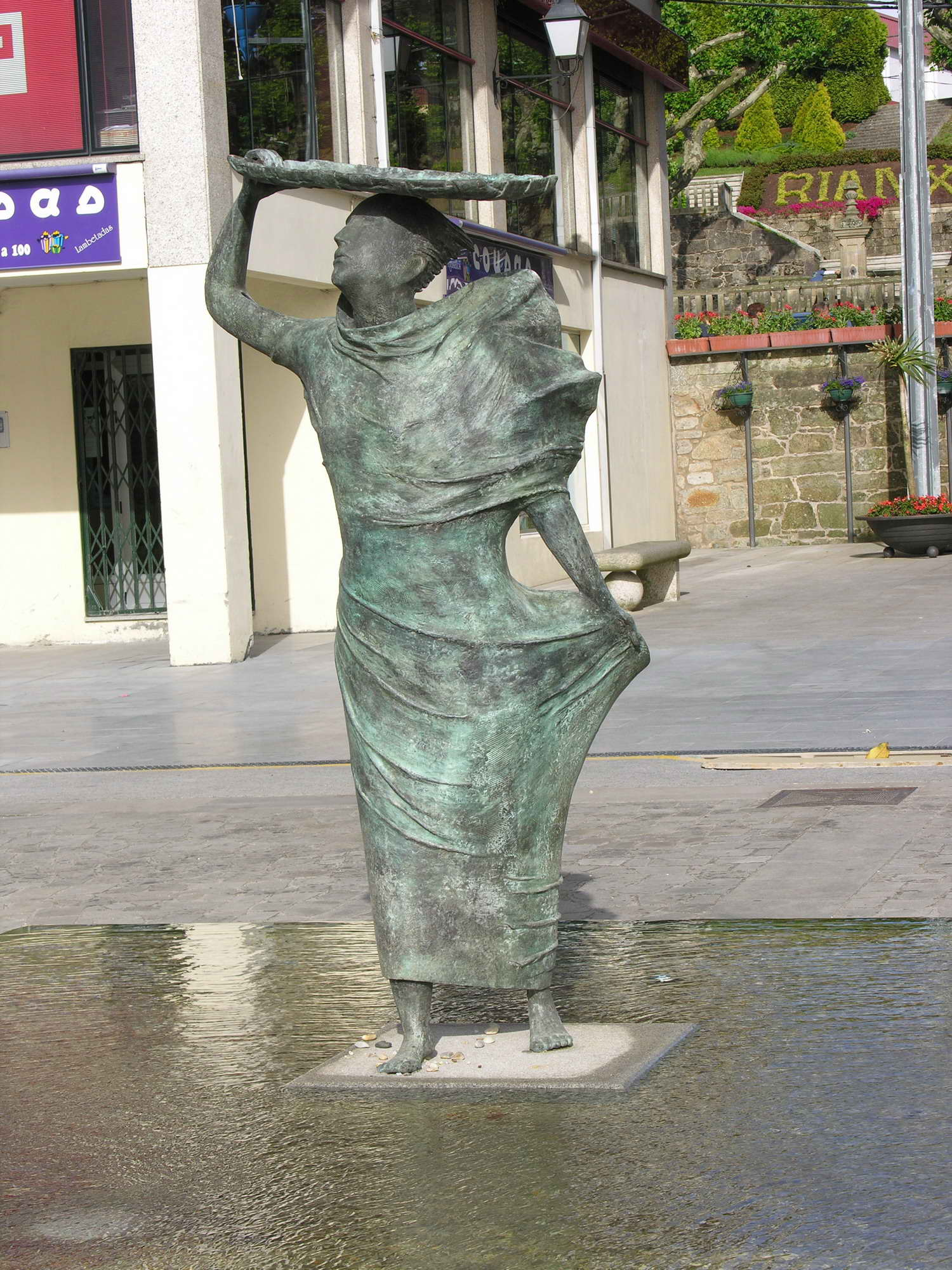
A Rianxeira, escultura de Manuel García de Buciños a Rianxo

A Rianxeira és una cançó popular galega, convertida en un dels símbols culturals de Galícia i particularment representativa del col·lectiu d'emigrants o diàspora.

## Origen
Fon composta, en un principi, a Buenos Aires el 1947 a proposta d'Anxo Romero Loxo, que compongué la música, a una reunió del Centro Rianxo i Xesús Freiro Dourado "Pinciñas" va compondre la lletra. Fon estrenada un any després pel Coro Castelao a la ciutat de Buenos Aires, malgrat que l'estrena oficial data de l'any 1950, amb motiu de la recepció de Castelao al port de Buenos Aires.
El text té el seu origen en diverses variants de cants tradicionals d'acompanyament a les processons d'adoració a la Virxe de Guadalupe (patrona de Rianxo) del segle xix, que es realitzen a la vila de Rianxo. El gentilici femení d'aquesta vila és la que bateja la cançó, que en un principi tenia el títol «Ondiñas da nosa ría».
El primer disc on ix la cançó el va editar la casa RCA Victor. A la segona meitat del segle xx una de les versions de Rianxeira fou popularitzada per músics de Rianxo i pels emigrants a l'Argentina i Cuba, mentre que fou als anys 1950 quan es va enregistrar la versió que es popularitzaria entre el gran públic gràcies a la ràdio.
Malgrat el seu origen, el text no és de caràcter religiós, si bé se serveix de la figura metafòrica de la Verge per a realitzar una evocació a la figura de la dona gallega treballadora de la mar.
A Rianxeira és cantada a celebracions i festivitats de caràcter privat, i en particular per a celebrar l'èxit dels clubs gallecs de futbol (principalment el Celta de Vigo) durant els anys 1990 a les manifestacions públiques esportives.

## Lletra
| « | A virxe de Guadalupe cando vai pola ribeira, descalciña pola area parece unha rianxeira. (bis) (tornada): Ondiñas veñen ondiñas veñen e van non te embarques rianxeira que te vas a marear. (bis) A virxe de Guadalupe cando veu para Rianxo, a barquiña que a trouxo era de pau de laranxo. (bis) A virxe de Guadalupe quen a fixo moreniña, foi un raíño de sol que entrou pola ventaíña. (bis) | » |